# Erdei vöröshangya
Az erdei vöröshangya (Formica rufa) a fejlett szárnyas rovarok (Endopterygota) közé sorolt hártyásszárnyúak (Hymenoptera) rendjében a hangyák (Formicidae) vöröshangyaformák (Formicinae) alcsaládjának névadó faja.

## Származása, elterjedése
Európában, Szibériában és Észak-Amerikában él, de úgy, hogy Dél-Európából hiányzik. Elterjedési területén gyakori, bár az intenzív védőintézkedések ellenére ritkul. A levegő és a talaj savtartalmának változása miatt ugyanis eltűnnek egyes olyan gombák, amelyekkel a hangyák szimbiózisban élnek.

## Megjelenése, felépítése
0,5-1 centiméter hosszú (dolgozó: 4,5–8 mm, hím és nőstény 9–11 mm). Tipikus hangya alakú faj, rendkívül nehezen meghatározható. Amint erre neve is utal, teste túlnyomóan vörös.

## Életmódja, élőhelye

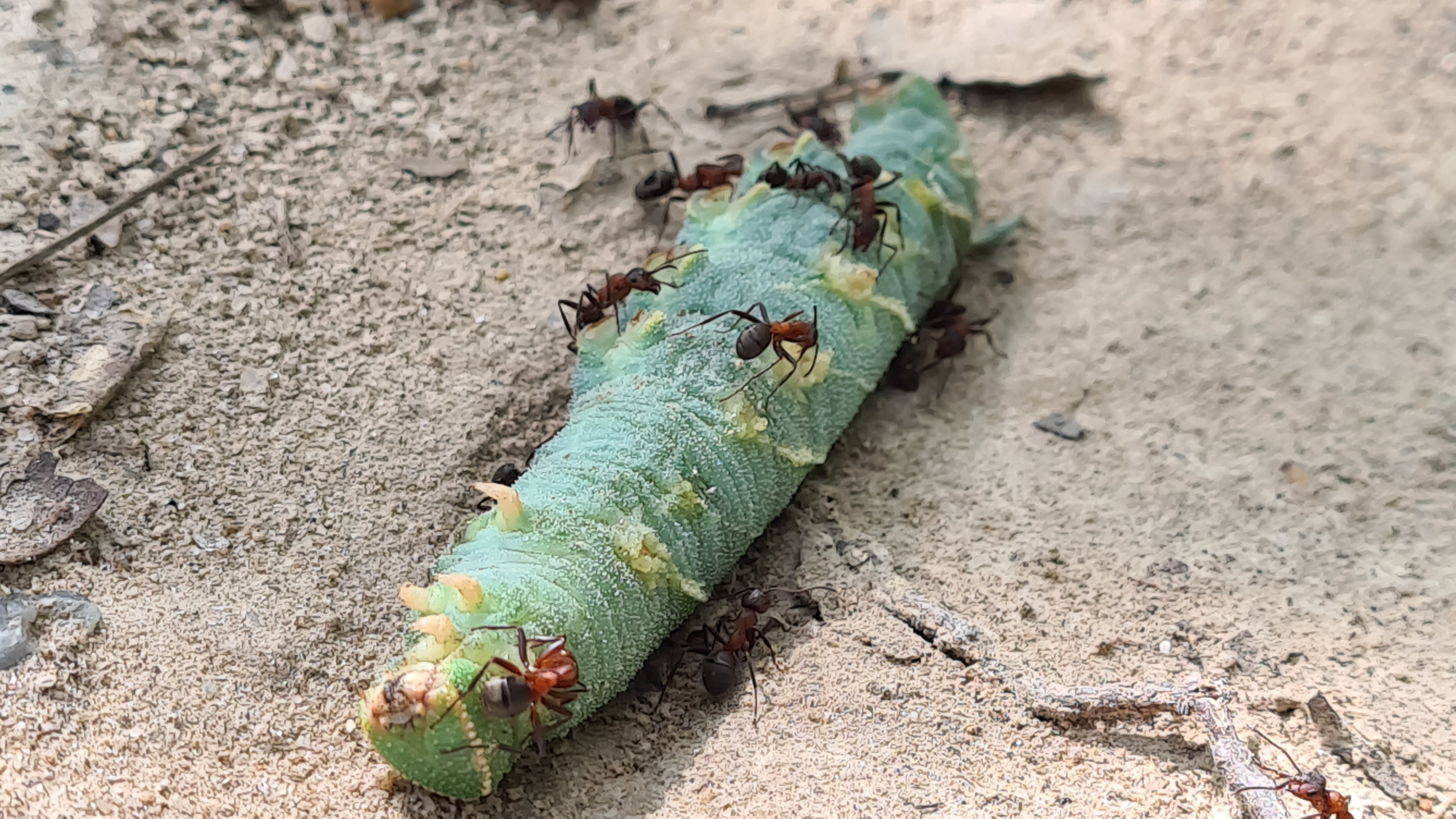
Hernyót elejtő vöröshangyák Kazár közelében

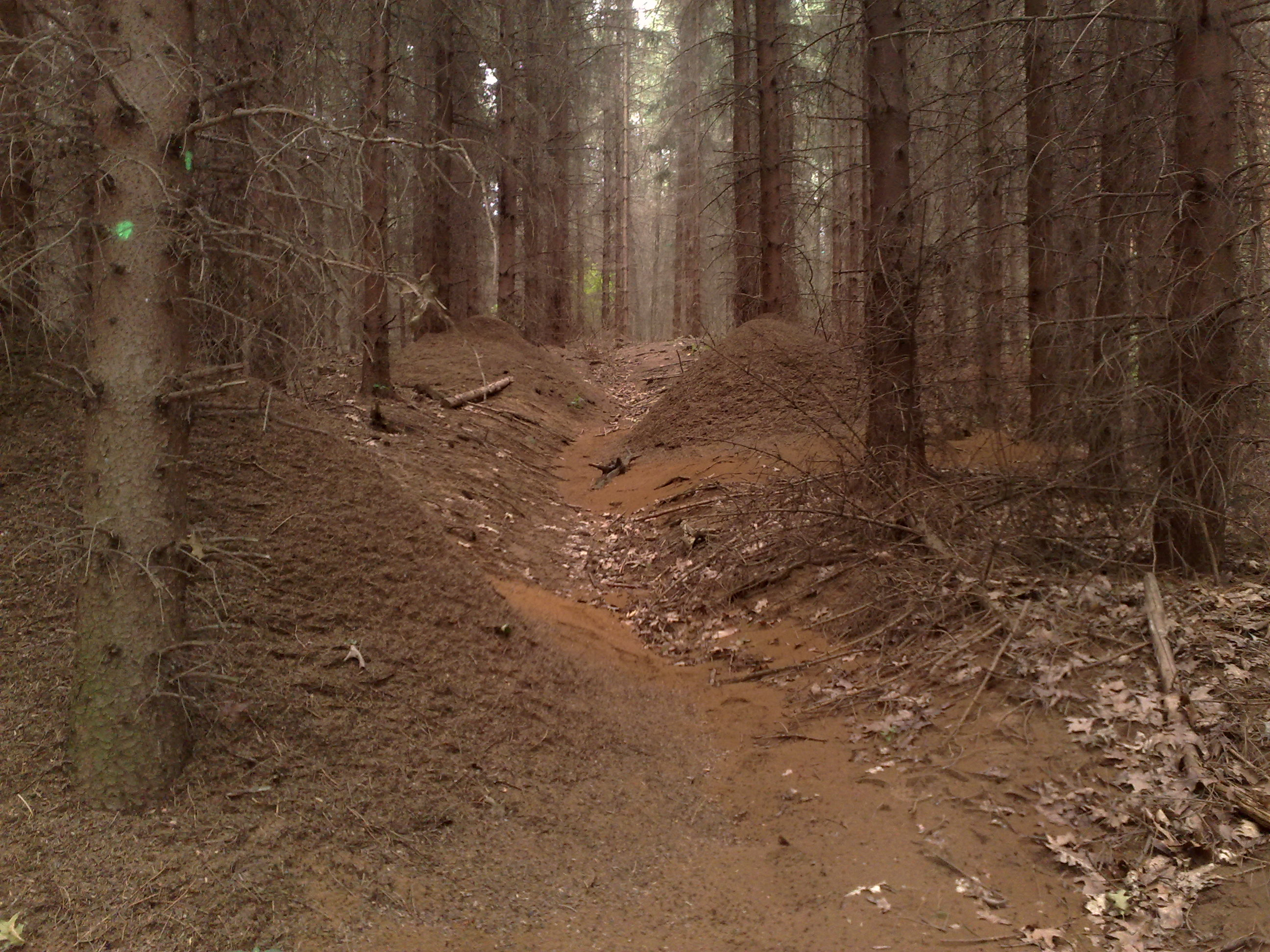
Erdei vöröshangyák Mátrakeresztes közelében

Lombelegyes és tűlevelű erdők meleg, napsugaras talaján él. Ragadozó. Főleg a rovarokat és a pókszabásúakat támadja meg, de nem veti meg a tetemeket, a mézharmatot, a fák édes nedveit és a gyümölcsöket sem. Az egyedek rendszeresen együttműködnek, aminek eredményeként csoportosan akár egy erdei egér tetemét is képesek bevontatni a fészekbe. Áldozatait rágójával sebzi, és a sebbe hangyasavat fecskendez. A bolyt védelmezve a hangyasavat (a támadó szemét célozva) 1–2 cm-re lövellheti ki.
Bolya (amit gyakran hangyavárnak neveznek) felszín alatti járatokból és az ezek fölött felhalmozott növényi anyagokból áll — jellemzően tűlevelekből, mivel az azokban található gyanta fertőzésgátló hatású. A bolyok igen népesek: egyesekben egymilliónál is több egyed él. Magyarországon kolóniái általában egyfészkesek; a legnagyobb dokumentált fészek átmérője elérte a 9, magassága a 2 métert. A népesebb bolyok gyakran többkirálynősek, és ha a boly túlnépesedik, az egyik királynő egy csapat dolgozóval kivándorol újat alapítani. Ilyenkor az új fészek segítő kapcsolatban marad az eredetivé, és a boly többfészkessé, szuperszervezetté alakul. Az egy kolóniához tartozó fészkek legnagyobb megfigyelt száma 11 volt.
Szabó-Patay József megfigyelései (Brehm) szerint a hangyák a fészek felépítményének alakját az időjárásnak megfelelően változtatják: „A hangyáknak az utóbbi képességét ismerve, amelyhez megfigyeléseimet fűzhettem, megmagyarázhatom, hogy nem véletlenségből építik a bolyt ily rendkívüli naggyá az erdei vörös hangyák. Ugyanis a boly, amely alatt csupán a földfeletti építményt értem, miként egyes búvárok megfigyeléseiből tudhatjuk, főleg két célt szolgál. Egyrészt a napsugarak, jobban mondva, a meleg felfogására való, másrészt mint meredek lejtésű tető, a víz gyors lefolyását, mint laza, üreges építmény, a nedvesség elpárologtatását segíti elő. A szerint tehát, amint a környezet hőmérséklete és nedvessége változik, a hangyák megváltoztatják a boly magasságát és alakját. Gondoskodnak arról, hogy a külső változások a boly belső hőmérsékletét és nedvességét ne módosítsák. Ezt úgy érik el, hogy ha csapadékos az időjárás, akkor magasabbra és meredekebbre építik át lakásuk kupoláját, hogy a víz lefolyása mennél gyorsabb, az elpárologtató felület pedig mennél nagyobb legyen. Száraz időszakokban ellenben ugyanaz a boly sokkal alacsonyabb, az oldala szelíden lejtő, s így a szükséges víz felfogására és a nedvesség visszatartására legalkalmasabb.”
Fiatal királynői el tudják foglalni valamely azonos vagy rokon faj fészkét. A behatoláshoz először a kiszemelt fészek anyagából vagy dolgozóitól megszerzik az adott boly azonosító illatanyagát — ezután a dolgozók beengedik őket a fészekbe. Ott megkeresik és megtámadják a boly (addigi) királynőjét. A dolgozók a győztest elfogadják királynőjüknek, a vesztest tápanyagnak hasznosítják. Jellemző rá a szociálparazita államalapítás. Ilyenkor a leendő királynő valamely rabszolgahangya (Formica (Serviformica) spp.) faj fészkébe nyomul be. Megöli az ottani királynő(ke)t, és a petéit a rabszolgákkal nevelteti fel. Kolóniái később kitisztulnak, mert dolgozói nem rohannak le rabszolgahangya-fészkeket, hogy bábokat raboljanak belőlük. Ivaros alakjai gyakran a fészkben (intranidálisan) párosodnak, és az is megesik, hogy fiatal idegen királynőket fogadnak be; ilyenkor válik a kolónia többkirálynőssé.
A királynők a legtöbb petét márciusban rakják.
A fészkekben a hőmérsékletet nyáron 26–31 °C között tartják; télen alacsonyabban

## Felhasználása
A népi gyógyászatban vizes forrázatából úgynevezett „hangyafürdőt” készítettek egy fürdőbe mintegy másfél kilogramm forrázatot öntve. A fürdőt tagbénulások, csúz, ízületi bántalmak kezelésére használták; a módszert a hangyasav szintetizálása szorította ki a gyakorlatból (Pallas).